# ラモン・エギアサバル
ラモン・エギアサバル・ベロア（Ramón Eguiazábal Berroa、1896年4月14日 - 1939年）は、スペイン・バスク州イルン出身の元サッカー選手。ポジションはMF。元スペイン代表。

## 代表経歴
1920年8月28日、アントワープオリンピックのデンマーク代表との試合に出場し、スペイン代表デビューを飾った。この試合は、スペイン代表の記念すべき1試合目の国際Aマッチである。同大会では、3試合に出場し、銀メダル獲得に貢献した。